# Ib Andersen
Ib Andersen (Copenaghen, 14 dicembre 1954) è un ex ballerino e coreografo danese.

## Biografia
Ib Andersen nacque a Copenaghen nel 1954 e nel 1961 fu ammesso alla Scuola del Balletto Reale Danese. Successivamente continuò a perfezionarsi in Francia, Germania e Stati Uniti, dove studiò alla School of American Ballet. 
Nel 1973, dopo aver conseguito il diploma, fu scritturato dal Balletto Reale Danese. Due anni più tardi, nel 1975, il ventenne Andersen fu proclamato primo ballerino, diventando così il più giovane étoile nella storia della compagnia. In patria si distinse come raffinato interprete dell'opera di August Bournonville, danzando con successo in ruoli da protagonista in Napoli, La Kermesse à Bruges e Lontano dalla Danimarca. Si rivelò altrettanto dotato nel repertorio classico e romantico (grazie ai ruoli principali ne Lo schiaccianoci, Coppélia e Giselle), ma anche in quello moderno e contemporaneo, ottenendo vasti consensi quando danzò come protagonista nella Sagra della primavera di Glen Tetley nel 1978.
Nel 1980 si unì al New York City Ballet su invito di George Balanchine. Nei suoi dieci anni con la compagnia, trascorsi interamente in veste di primo ballerino, Andersen danzò in una sessantina di balletti, alcuni dei quali in ruoli scritti appositamente per lui da Balanchine, Jerome Robbins e Peter Martins. Nel 1988 si dovette ritirare brevemente dalle scene a causa di un infortunio e nel 1990 diede il suo addio definitivo alla carriera da ballerino danzando nell'Apollon musagète. Si dedicò quindi all'insegnamento in veste di répétiteur e Maître de Ballet, specializzandosi nelle coreografie di Bournonville e Balanchine, i due coreografi chiave delle due fasi della sua carriera. Dal 2000 è direttore artistico dell'Arizona Ballet.